# Penmeru
Penmeru (auch Pen-meru) war Leiter der Küche, Oberaufseher über die Totenpriester, königlicher Bekannter, Priester des Mykerinos. Er gehörte in das Gefolge von Wesir Seschemnefer III. (G 5170). Seine Frau Meretites war königliche Bekannte. Sein Sohn hieß Seschemnefer, seine Tochter Neferseschem.

## Sein Grab
Die kleine Steinmastaba (G 2197) liegt am nördlichen Rand des Westfriedhofs in Gizeh. Mit der Westwand grenzt sie unmittelbar an die Mastaba von Iasen (G 2196). Ausgegraben wurde sie 1912 von George Andrew Reisner und William Kelly Simpson. Erneut untersucht und ausführlich dokumentiert hat sie Peter Der Manuelian. Die Mastaba hat vier Schächte, entsprechend der Zahl der Familienmitglieder. In Schacht A fanden sich Skelettreste, wohl von Penmeru und einer weiteren Person. Außerdem enthielt der Schacht Fragmente eines Holzsargs und eine Reihe von Scheingefäßen, nämlich acht Opferschalen und acht Krüge.
Besonders erwähnenswert ist das Grab Penmerus, weil es im Serdab drei als „Pseudogruppen“ bezeichnete Objekte enthielt, bei denen Penmeru sieben Mal dargestellt ist. Der Serdab ist so klein, dass es kaum verständlich ist, wie es möglich war, die Statuen dort aufzustellen. Zwei dieser drei Statuen, eine Triade (Inventarnummer 12.1504) und eine Familiengruppe (Inventarnummer 12.1484), befinden sich im Museum of Fine Arts in Boston. Die Triade zeigt dreimal Penmeru, einmal ohne Kopf; die Bemalung ist weitgehend verloren. Bei der Familiengruppe sind zweimal Penmeru sowie seine Frau und seine zwei Kinder dargestellt; die Farben sind recht gut erhalten. Die Gruppe befindet sich innerhalb eines Rahmens, der eine Art Portal darstellt. Die dritte Statue ist eine Zweiergruppe und zeigt Penmeru zweimal. Sie wird im Ägyptischen Museum Kairo (JE 43753) verwahrt und ist künstlerisch nicht so gelungen. Die Grabkapelle ist außerordentlich klein, nur 1,6 m². Die Südwand der Grabkapelle hat die Besonderheit, dass sie das Testament Penmerus enthält, das von Manuelian ausführlich untersucht wurde. Der 1912 aufgefundene Text ist schwer beschädigt, aber durch Fotografien überliefert. Danach sind ausschließlich Penmerus Bruder Neferhotep und dessen Nachkommenschaft für die Versorgung des Grabes und den Opferdienst zuständig. Die außerordentlich kleine Grabkapelle sowie die vermutlich provisorische Aufstellung der Statuen im dafür ungeeigneten Serdab leiten zu verschiedenen Überlegungen: War eine größere Grabkapelle geplant, was durch den vorzeitigen Tod des Grabbesitzers verhindert wurde, oder fiel Penmeru in Ungnade? Warum setzte er seinen Bruder für den Opferdienst ein und nicht seine Nachkommen? Sind sein Sohn und seine Tochter vor ihm verstorben oder gab es Familienstreitigkeiten? Nachdem der Wesir Seschemnefer III. im Testament genannt wird, ordnet Manuelian die Mastaba in die späte 5. Dynastie ein.

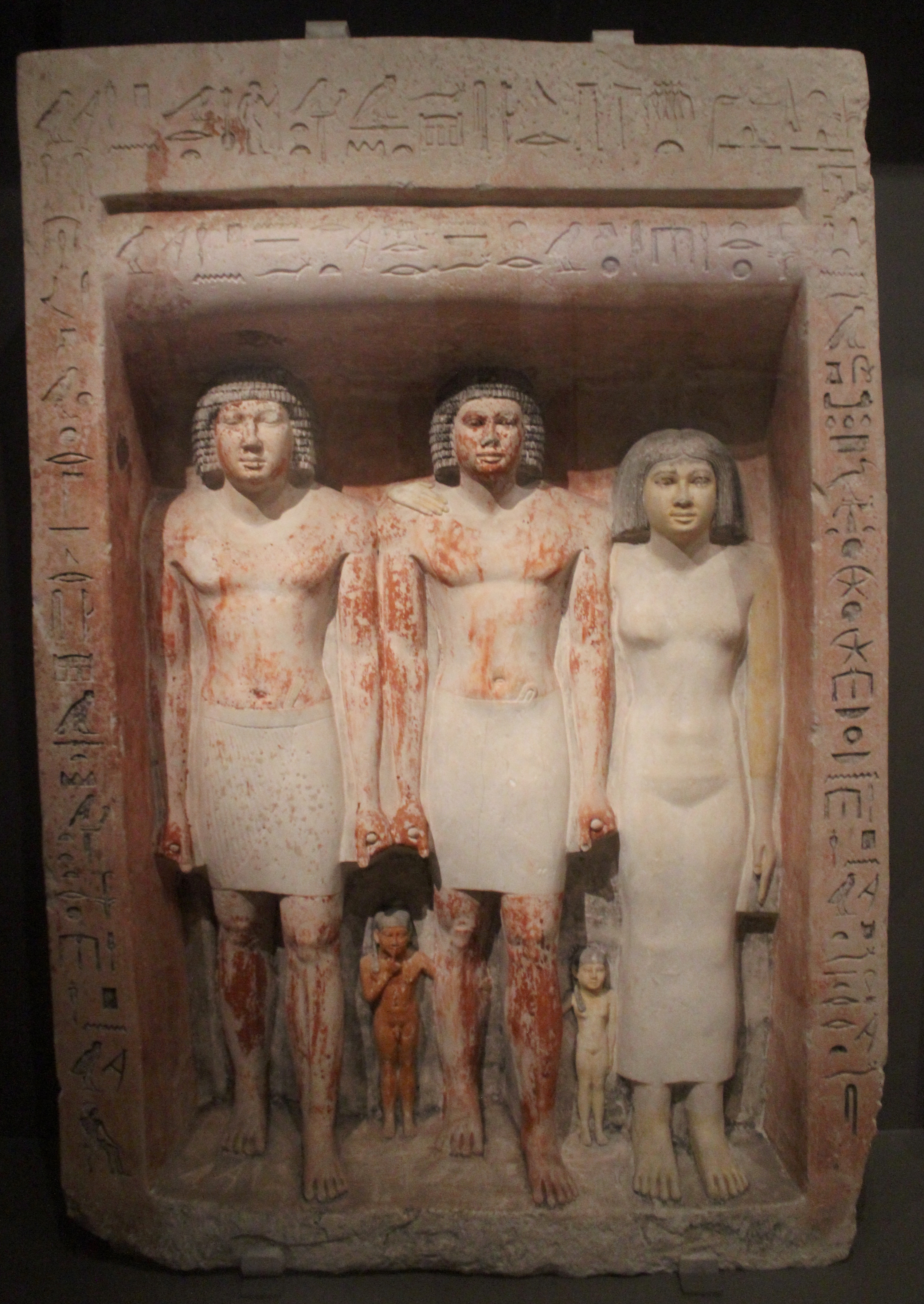
Pseudogruppe des Penmeru, Museum of Fine Arts, Boston, Inventarnummer 12.1484